# János Flesch
János László Flesch (ur. 30 września 1933 w Budapeszcie, zm. 9 grudnia 1983 w Whitstable) – węgierski szachista i autor książek szachowych, arcymistrz od 1980 roku.

## Kariera szachowa
W połowie lat. 60. XX wieku należał do ścisłej czołówki węgierskich szachistów. W 1964 r. wystąpił w narodowej drużynie na szachowej olimpiadzie w Tel Awiwie, natomiast w następnym roku – na drużynowych mistrzostwach Europy w Hamburgu, na których zdobył dwa brązowe medale (wraz z drużyną oraz za indywidualny wynik na IX szachownicy). Pomiędzy 1958 a 1975 r. wielokrotnie startował w indywidualnych mistrzostwach Węgier, najlepsze wyniki osiągając w latach 1963 (V m.), 1964 (IV m.), 1965 (V m.) oraz 1966 (V m.).
Wielokrotnie uczestniczył w turniejach międzynarodowych, sukcesy odnosząc m.in. w:
- Reggio Emilii (1963/64, dz. I m. wspólnie z Rudolfem Teschnerem, Gedeonem Barczą i Erno Gerebenem),
- Beverwijk (1964, turniej Hoogovens–B, II m. za Heinzem Lehmannem),
- Szombathely (1966, memoriał Lajosa Asztalosa, III m. za Wolfgangiem Uhlmannem i Dawidem Bronsteinem),
- Warnie (1968, II m. za Jurijem Zacharowem),
- Biel (1973, turniej otwarty, dz. I m. wspólnie z Milanem Vukiciem),
- Dortmundzie (1976, II m. za Olegiem Romaniszynem),
- Oslo (1976, dz. I m. wspólnie z Ljubenem Spasowem).
- Montreux (1977, II-III m.),
- Pecz (1980, I-III m.),
- Ales (1981, I-III m.).

Był jednym ze specjalistów w grze "na ślepo" (bez patrzenia na szachownicę), w 1960 r. ustanowił w Budapeszcie rekord świata, jednocześnie rozgrywając symultanę z 52 przeciwnikami, wszystkie partie rozgrywając w pamięci. Był również autorem kilkunastu książek, z których wysoko ceniona była księga turniejów międzystrefowych rozegranych w roku 1976.
Ostatni turniej w karierze rozegrał pod koniec 1983 r. w Ramsgate. Zginął w wypadku samochodowym 9 grudnia tego roku, w miejscowości Whitstable (na drodze z Ramsgate do Londynu). W wypadku ciężkich obrażeń doznała również jego żona, która zmarła kilka godzin później w szpitalu w Canterbury.
W 1963 r. Międzynarodowa Federacja Szachowa przyznała mu tytuł mistrza międzynarodowego, natomiast w 1980 r. – honorowy tytuł arcymistrza, za wyniki osiągnięte w przeszłości.
Najwyższy ranking w karierze osiągnął 1 lipca 1981 r., z wynikiem 2460 punktów dzielił wówczas 11-12. miejsce wśród węgierskich szachistów. Według retrospektywnego systemu rankingowego Chessmetrics, najwyższą punktację osiągnął w kwietniu 1967 roku (2566 punktów, 95. miejsce na świecie).

## Wybrane publikacje
- Ezustermes sakkolimpia, Budapeszt 1973
- A sakkvilag tronusaert, Budapeszt 1974–1977
- Sakkvilagbajnoksag, Manila & Biel 1976, Budapeszt 1979
- Das Mittelspiel im Schach, Stuttgart 1980, ISBN 3-440-04692-3
- The Morra gambit, Londyn 1981, ISBN 0-7134-2188-6
- Schach im Turnier: Das Mittelspiel, Stuttgart 1981, ISBN 3-440-05005-X
- Schachtaktik für jedermann, Stuttgart 1982, ISBN 3-440-05025-4
- Halboffene Spiele für jedermann, Stuttgart 1984, ISBN 3-440-05290-7